# Nederlandse gemeenteraadsverkiezingen 1974
De Nederlandse gemeenteraadsverkiezingen 1974 waren reguliere gemeenteraadsverkiezingen in Nederland. Zij werden gehouden op 29 mei 1974.

## Geen verkiezingen in verband met herindeling
In de volgende gemeenten werden op 29 mei 1974 geen gemeenteraadsverkiezingen gehouden omdat zij recent betrokken (geweest) waren bij een herindelingsoperatie:
- Herindeling per 1 januari 1974

In de gemeenten Amersfoort, Bunschoten en Zaanstad waren al herindelingsverkiezingen gehouden in oktober en november 1973.
- Herindeling per 1 augustus 1974

In de gemeenten Elburg en Oldebroek werden herindelingsverkiezingen gehouden op 26 juni 1974.

## Opkomst
| 1974             | # stemmen | %     |
| ---------------- | --------- | ----- |
| Kiesgerechtigden | 8.915.986 |       |
| Geldige stemmen  | 6.126.486 | 68,71 |

## Landelijke uitslagen
| Naam partij                     | # stemmen | % stemmen |
| ------------------------------- | --------- | --------- |
| overige partijen en combinaties | 834.532   | 13,62     |
| CDA                             | 2.398.532 | 39,15     |
| PvdA                            | 1.317.405 | 21,50     |
| VVD                             | 907.755   | 14,82     |
| CPN                             | 174.666   | 2,85      |
| PPR                             | 146.523   | 2,39      |
| SGP                             | 127.672   | 2,08      |
| GPV                             | 68.952    | 1,13      |
| PSP                             | 45.416    | 0,74      |
| Boerenpartij                    | 42.708    | 0,70      |
| DS'70                           | 33.006    | 0,54      |
| D66                             | 29.319    | 0,48      |